# Estrela do Norte (kommun i Brasilien, Goiás)
Estrela do Norte är en kommun i Brasilien.   Den ligger i delstaten Goiás, i den centrala delen av landet, 260 km nordväst om huvudstaden Brasília. Antalet invånare är 3 318.
Omgivningarna runt Estrela do Norte är huvudsakligen savann. Runt Estrela do Norte är det glesbefolkat, med 10 invånare per kvadratkilometer.